# Joseph Allard (violoniste)
Pour les articles homonymes, voir Joseph Allard et Allard.
Joseph Allard, né le 1er juillet 1873 à Woodlands [l'actuel Léry], au Québec; et mort le 14 novembre 1947  à Montréal, est un violoniste et compositeur canadien.

## Biographie
Joseph Allard est né à Woodlands le 1er juillet 1873. Il est le fils de Louis Allard et d'Esther Duranceau. Il développe dès l'âge de neuf ans des aptitudes musicales que son père, lui-même violoneux amateur, encourage. À 16 ans, il s'établit aux États-Unis et participe à plusieurs concours musicaux au New Hampshire, Rhode Island, Connecticut, Massachusetts, entre autres, où il obtient sans exception le titre de « champion violoneux »,. En 1894, il marie Alexina Couillard au Connecticut; elle décédera en 1912. En 1912, il se remarie avec Joséphine Caissie à Fitchburg au Massachusett. Durant les 28 ans passés aux États-Unis, il a principalement travaillé dans l'industrie du textile.
Il revient au Québec en 1917 et s'installe aux environs de Montréal, probablement à St-Pierre,. En 1926, il représente le Canada à un concours mondial de violoneux de Lewiston organisé par John Sullivan[Lequel ?]. Il ne se rend toutefois pas en finale,.  En 1928, Allard enregistre son premier album sous étiquette Blue Bird chez RCA Victor. Il meurt le 14 novembre 1947.
Il utilisait parfois le pseudonyme Maxime Toupin. Il a enseigné à Jean Carignan.

## Compositions
1. Cotillon à huit
2. Gigue de Sherbrooke
3. Gigue des capuchons
4. Gigue des paroissiens
5. Gigue des touristes (ou Quadrille de Beauharnois)
6. Gigue du forgeron
7. Gigue du sucre
8. Gigue du violoneux
9. L'américain et l'écossais
10. Quadrille Montcalm (ou Reel Montcalm)
11. Quadrille Sir Wilfrid Laurier
12. Reel à ma tante Lydia (ou Reel du tricentenaire)
13. Reel de Châteauguay (ou Reel de la caserne)
14. Reel de l'enfant
15. Reel de l'hôtelier
16. Reel de Limoilou
17. Reel de madame Renaud
18. Reel des chantiers
19. Reel des habitants
20. Reel des moissonneurs
21. Reel des oignons
22. Reel du Carnaval (ou Quadrille acadien)
23. Reel du cultivateur
24. Reel du parc
25. Reel du pêcheur
26. Reel du régiment
27. Reel du semeur
28. Reel Maisonneuve
29. Valse du coq